# Fotografiens Hus
Fotografiens Hus, česky Dům fotografie  je fotogalerie a společné místo setkání Norské asociace fotografů (NFF), norských reklamních fotografů (NRF) a Asociace institucionálních fotografů (IFF), která se nachází na adrese Rådhusgata 20 v Oslu.

## Historie
Fotografiens Hus byl otevřen 28. února 1999.
V domě je mimo jiné sekretariát NFF a zasedací místnost.